# Pulmonaria officinalis
Pulmonaria officinalis es una planta herbácea perenne perteneciente al género Pulmonaria.

## Descripción
Posee un rizoma que se adentra algunos centímetros bajo tierra y sigue un curso horizontal. En primavera desarrolla un tallo de 10 a 30 centímetros. Las hojas de las rosetas basales tienen un peciolo largo, son cordadas u ovadas y de ápice agudo. Las hojas caulinares son alargadas alternas de superficie rugosa con manchas blancas, por lo que recuerdan vagamente a los pulmones. Hojas y tallos cubiertos de una áspera pelusilla.
Las flores, que crecen en la punta de cada tallo, son de color rosa purpúreo tornándose azules cuando se abren. La floración se da de marzo a mayo.

## Hábitat
Extendida por el Centro y Occidente de Europa en zonas húmedas de barrancos, laderas, ribazos de bosques, terraplenes de caminos, terrenos incultos y en bosques. En España ampliamente extendida por todo el territorio en zonas húmedas hasta los altos valles de los Pirineos y de otras montañas

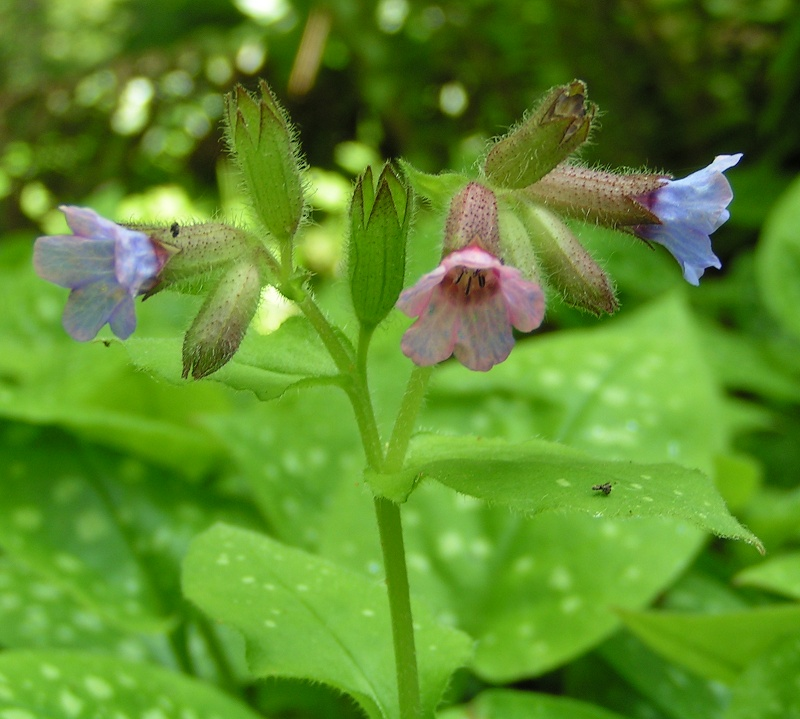
Detalle de las flores.

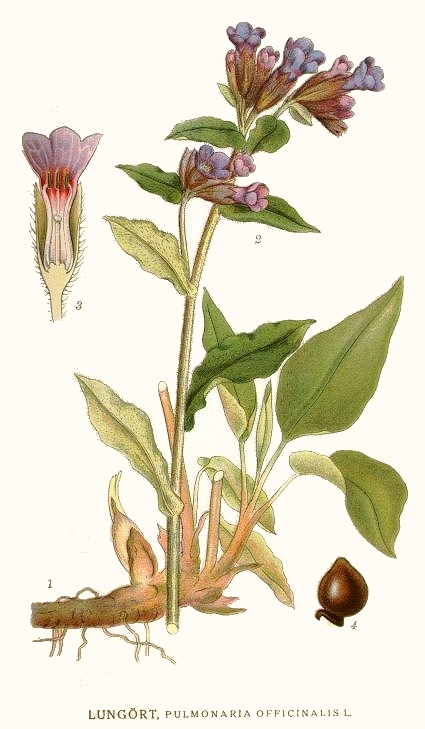
Ilustración

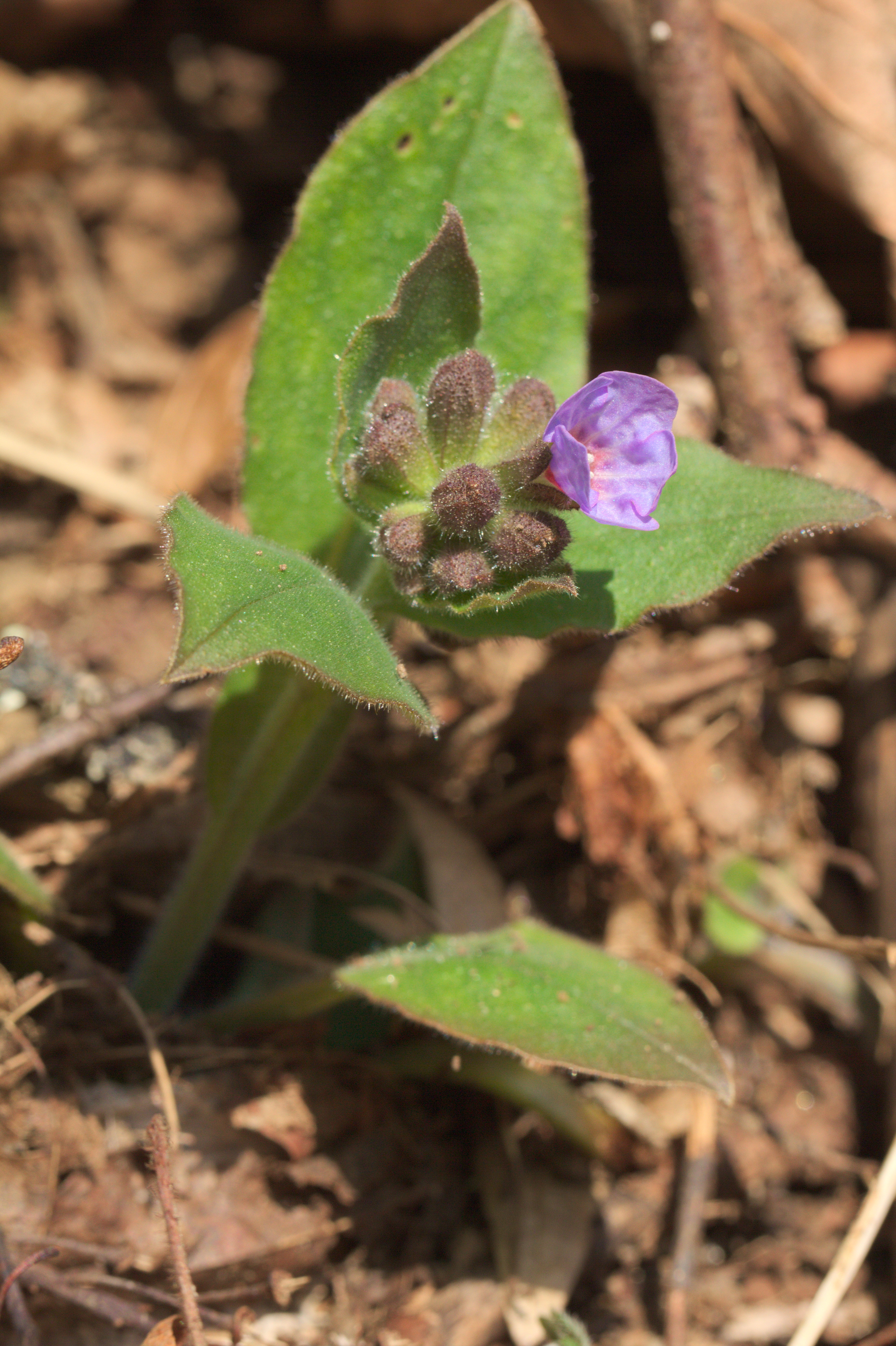
Vista de la planta

## Principios activos
Esta planta contiene taninos  entre el 10,27% y 10,67%. Materias grasas compuestas de ácidos estearínico, palmitínico y miristínico. Ácidos resínicos, alcohol cerílico, fitoesterina, flobafeno, azúcar invertido, polisacáridos...
Las cenizas son ricas en sales de potasio y calcio, así como en ácido silicílico. También tiene una sustancia de carácter saponínico que puede provocar hemólisis débiles.

## Medicina popular
Las partes aéreas de la planta en floración se recogen con fines medicinales (sumidades floridas y hojas) cortándolas un poco por encima del nivel del suelo y se secan a una temperatura no superior a los 45 °C.
Se utiliza en forma de infusión para el tratamiento de la tos, tos ferina, bronquitis y los dolores de garganta y afonía. Además es sudorífica, antiinflamatoria y diurética. La decocción al 10 % se emplea en compresas como desinfectante, emoliente y antiinflamatoria de heridas.
En cocimiento de un buen puñado de planta dejando que hierva un cuarto de hora, el líquido se toma en cuatro tazas repartidas durante el día para facilitar la expectoración y fluidificar los esputos.
También se recomienda en las diarreas, hemorroides y afecciones de la vejiga urinaria.

## Historia
Esta planta, como otras que viven en el Centro y Occidente de Europa, no figuran en los escritos de la antigüedad. La primera noticia sobre ella nos la da Mattioli en su obra en la edición de 1548.

## Taxonomía
Pulmonaria longifolia fue descrita por Carlos Linneo y publicado en Species Plantarum 1: 135. 1753.
Citología
Número de cromosomas de Pulmonaria longifolia (Fam. Boraginaceae) y táxones infraespecíficos: 2n=14
Etimología
Pulmonaria; nombre genérico que deriva del latín pulmo.  En los tiempos de la magia simpática, las hojas ovales manchadas de  P. officinalis representaban a enfermedades simbólicas, pulmones ulcerados y, por ende, se la utiliza en tratar infecciones pulmonares. En muchos idiomas su nombre común está asociado al pulmón, como en inglés "lungwort", en alemán  "lungenkraut", o en gallego "herba dos bofos" (pulmones de los animales). En otras lenguas de la Europa del Este, el nombre común deriva de una palabra para miel, e.g. en ruso "medunitza" y en polaco "miodunka".
officinalis: epíteto latino que significa "oficinal, planta medicinal vendida en herbarios"
Sinonimia
- Pulmonaria maculata F.Dietr.
- Pulmonaria tridentina Evers[4]